# تصور کن (ترانه آریانا گرانده)
«تصور کن» ترانه‌ای از هنرمند اهل ایالات متحده آمریکا آریانا گرانده است که در ۱۴ دسامبر ۲۰۱۸ منتشر شد و بخشی از پنجمین آلبوم استودیویی وی به نام ممنون، بعدی بود. متن ترانه دربارهٔ عدم قبول یک رابطه شکست‌خورده‌است.
این ترانه در چارت‌های کشورهای یونان، مجارستان، ایرلند، مالزی، سنگاپور، اسلواکی و بریتانیا به رتبه زیر ده رسید.